# Luis Cuvertino
Luis Alfonso Cuvertino Gómez (Lanco, 9 de febrero de 1949)  es un profesor y político chileno, militante del Partido Socialista de Chile (PS). Actualmente se desempeña como gobernador de la Región de Los Ríos, siendo la primera persona en ostentar el cargo.
Anteriormente se desempeñó como Consejero Regional (2014-2018) y Alcalde de Lanco durante durante tres periodos no consecutivos (1992-1994; 1996-2000; 2004-2012). 
Estudió en la Primaria Escuela Misional de Lanco y posteriormente tuvo formación como profesor rural en la Universidad Católica de Chile, de la Región del Bio Bio. Es profesor normalista, con especialidad en ciencias sociales históricas y alfabetización, con estudios en economía agraria en la Universidad de Chile y variadas especializaciones en administración pública, regionalización, medioambiente y desarrollo local.

## Vida política
Militante del Partido Socialista de Chile desde los 16 años, se ha destacado como dirigente social y político, formando parte del Gabinete del Ministerio de Agricultura del entonces ministro José Tohá (PS), durante el gobierno de la Unidad Popular. Debido a su militancia política, fue detenido y torturado durante la Dictadura Militar.
Fue dirigente estudiantil y vecinal. Destaca su participación como presidente de la Unión Comunal de la Junta de Vecinos de Lanco entre los años 1990 a 1992, antes de asumir la alcaldía de Lanco. También fue dirigente deportivo y cultural, entre los años 1976 a 1990.
Comenzó su militancia en el Partido Socialista en el año 1968 hasta la fecha, ocupando cargos en el Comité Central, Regional y Comunal del partido, incluido el periodo de clandestinidad. Además, fue miembro de la comisión agraria (CONAS) en las provincias de Talca, área Metropolitana y nacional.
Comenzó su vida laboral como profesor encargado de capacitación de alfabetización en las provincias de Curicó, Talca, Linares y Maule en los años 1971 y 1972. Fue miembro del gabinete de los Ministros de Agricultura Rolando Calderón, Jaime Tohá y Pedro Hidalgo, en los años 1972 y 1973. 
Desde 1973 hasta 1976 fue preso político en Valdivia y posteriormente estuvo en los cuarteles de la DINA, Villa Grimaldi y Tres Álamos en Santiago, donde recibió torturas y apremios ilegítimos. Se considera un sobreviviente.
Desde 1992 hasta 2012 se desempeñó como concejal y posteriormente alcalde de la comuna de Lanco. Posteriormente, hasta el 2014 fue secretario ejecutivo de la Asociación Regional de Municipalidades de Los Ríos.
El año 2013 fue elegido Consejero Regional por la región de Los Ríos, ocupando también allí el cargo de Presidente del cuerpo colegiado, entre los años 2017-2018 y la presidencia de las comisiones de Hacienda, Infraestructura y Régimen Interno.
El 14 de julio de 2021 asumió como el primer Gobernador Regional electo de la Región de Los Ríos, con un respaldo ciudadano de más 44 mil personas, que participaron en el primer proceso eleccionario con enfoque en la descentralización del país.
Tras la vuelta a la democracia en Chile se desempeñó como concejal y alcalde de la comuna de Lanco, oscilando entre ambos cargos de manera no consecutiva entre 1992 y 2012. Tras dejar la Municipalidad de Lanco se postula como Consejero Regional por Valdivia, siendo electo con 5,74% de los votos. 
En 2020 representa al Partido Socialista en la primaria por la Gobernación Regional de Unidad Constituyente en Los Ríos, resultando nominado como candidato a la Gobernación con el 59,40% de los votos. Resulta electo como Gobernador Regional en segunda vuelta con el 59,18%, derrotando a la candidata de derecha, María José Gatica (RN).

## Historial electoral

### Elecciones de consejeros regionales de 2013
- Elecciones de consejeros regionales de 2013, para consejero regional por la circunscripción provincial de Valdivia (Corral, Lanco, Los Lagos, Máfil, mariquina, Paillaco, Panguipulli y Valdivia)[2]

| Candidato                       | Pacto                       | Partido | Votos | %     | Resultados         |
| ------------------------------- | --------------------------- | ------- | ----- | ----- | ------------------ |
| Sergio Martínez Carvallo        | Nueva Mayoría para Chile    | PS      | 6 742 | 6,62% | Consejero Regional |
| Luis Cuvertino Gómez            | Nueva Mayoría para Chile    | PS      | 5 844 | 5,74% | Consejero Regional |
| Alejandro Kohler Vargas         | Nueva Mayoría para Chile    | PS      | 4 784 | 4,69% |                    |
| Hugo Ortiz de Filippi           | Alianza                     | ILI     | 4 724 | 4,64% | Consejero Regional |
| Elías Sabat Aclech              | Alianza                     | RN      | 4 318 | 4,24% | Consejero Regional |
| Marcos Cortez Muñoz             | Nueva Mayoría por Chile     | PRSD    | 4 048 | 3,97% | Consejero Regional |
| Felipe Mena Villar              | Alianza                     | UDI     | 3 741 | 3,67% | Consejero Regional |
| Juan Carlos Farías Silva        | Alianza                     | UDI     | 3 678 | 3,61% |                    |
| Arnoldo Toledo Aedo             | Alianza                     | RN      | 3 607 | 3,54% |                    |
| Juan Hoffmann Flanders          | Alianza                     | RN      | 3 459 | 3,39% |                    |
| Ángela Sabat Guzmán             | Alianza                     | UDI     | 3 378 | 3,32% |                    |
| Waldemar Zúñiga Ilabel          | Nueva Mayoría por Chile     | PPD     | 3 210 | 3,15% | Consejero Regional |
| Arturo Norambuena Casas-Cordero | Nueva Mayoría para Chile    | PDC     | 3 061 | 3,00% | Consejero Regional |
| Héctor Pacheco Rivera           | Nueva Mayoría para Chile    | ILK     | 2 993 | 2,94% |                    |
| Jorge Rivas Viloguron           | Nueva Mayoría por Chile     | PPD     | 2 520 | 2,47% |                    |
| Carlos Rodríguez Rodríguez      | PRI Movimiento Regionalista | ILD     | 2 355 | 2,31% | Consejero Regional |
| Paola Peña Marín                | Nueva Mayoría por Chile     | PCCh    | 1 814 | 1,78% |                    |

### Primarias de gobernadores regionales de 2020
- Primarias de Gobernadores Regionales de la Unidad Constituyente de 2020, para la Región de Los Ríos.

|  | 59,40 % |

|  | 26,48 % |

|  | 7,87 % |

|  | 6,25 % |

### Elecciones de gobernadores regionales de 2021
- Elecciones de Gobernadores Regionales 2021, para gobernador por la Región de Los Ríos (Primera vuelta).[3]

|  | 36,88 % |

|  | 32,54 % |

|  | 12,78 % |

|  | 11,26 % |

|  | 6,54 % |

|  | 93,46 % |

|  | 2,18 % |

|  | 4,36 % |

|  | 100,00 % |

|  | 41,14 % |

- Elecciones de Gobernadores Regionales 2021, para gobernador por la Región de Los Ríos (Segunda vuelta).

|  | 59,18 % |

|  | 40,82 % |

|  | 99,04 % |

|  | 0,64 % |

|  | 0,32 % |

|  | 100 % |

|  | 21,09 % |